# منتخب الولايات المتحدة للكريكت للسيدات
منتخب الولايات المتحدة للكريكت للسيدات (بالإنجليزية: United States women's national cricket team)‏ هو ممثل الولايات المتحدة الرسمي في المنافسات الدولية في الكريكت في فئة كريكت للسيدات ‏ .